# Tactòpodes
Els tactòpodes (Tactopoda) són un clade proposat d'animals protòstoms que inclou els tardígrads i els euartròpodes. Es basa en diverses observacions morfològiques.